# Thank You 3
Thank You 3 è un album solista di Michael Schenker.

## Tracce
1. Its All About Love
2. Just Do It
3. Take Me
4. Thank You
5. I Learn From You
6. It's Tuff But Possible
7. Big Picture And It's Details, The
8. I Am Grateful
9. Our Journey
10. Focus On Good
11. Creator, The